# 빈에어
빈에어(영어: Bin Air)은 독일의 화물 항공사로 1996년에 설립했다. 또한 사용하고 있는 허브 공항으로 뮌헨 국제공항이 있다.

## 보유 기종
- 2012년 5월 기준으로 빈에어는 다음과 같은 기종을 보유하고 있다.